# رسوایی (فیلم ۲۰۱۹)
رسوایی (به هندی: Kalank) فیلمی در ژانر درام تاریخی و عاشقانه محصول ۲۰۱۹ به کارگردانی آبیشک وارمان است. در این فیلم بازیگرانی همچون مادهوری دیکشیت، سوناکشی سینها، آلیا بات، وارون دهاوان، آدیتیا روی کاپور، سانجی دات، کونال خمو، آچینت کائور، کیارا ادوانی، کریتی سانون ایفای نقش کرده‌اند. داستان فیلم این فیلم نمایشگر تمام قدی از فیلم‌های هندی است با تصاویری زیبا و رنگارنگ، فیلمی عاشقانه و رمانتیک
داستان عشق و نفرت و سرانجام پیروزی عشق، واقعاً زیباست.

## انتشار
این فیلم در ۵۳۰۰ سینما روی پرده اکران رفت و به گسترده ترین فیلم سال تبدیل شد به همین علت افتتاحیه قوی را تجربه کرد؛ اما با توجه به بودجه ۱۳۰ کروری‌اش نتوانست در گیشه خوب ظاهر شود و ۱۴۶.۳۱ کرور در سطح جهانی فروخت، با این وجود توانست هزینه‌های تولید را جبران کند.

## جوایز
فیلم (رسوایی) در ۱۳ رشته نامزد و در ۹ رشته برنده جایزه‌های بهترین خواننده مرد و زن، طراحی صحنه و لباس، طراحی رقص و بهترین شخصیت شرور در جشنواره های مختلف از جمله فیلم فیر و زی سینه آواردز شد.

## خلاصه داستان
پیش از استقلال هند در سال ۱۹۴۵، عروس خانواده چودری (سوناکشی سینها) باخبر می‌شود دچار بیماری سرطانی شده است که تا یک‌سال دیگر جانش را می‌گیرد. او امیدی به بهبودی خود ندارد به همین علت پیش خانواده روپ (آلیا بات) که به ساتیا بدهی دارند می‌رود و به آنها پیشنهادی می‌دهد که زندگی‌شان را بهتر می‌کند؛ اما به شرطی که پس از قبول کردن، روپ باید با او به لاهور برود و آنجا زندگی کند. روپ ابتدا پیشنهاد را رد می‌کند ولی پس از صحبت با پدرش بخاطر خانواده‌ خود به یک شرط، جواب مثبت می‌دهد و با ساتیا به سمت خانه خانواده چودری حرکت می‌کنند. با ورود روپ به شهر او منزوی و افسرده می‌شود و می‌خواهد برای پیدا کردن آرامش، موسیقی را از بهار بیگم (مادهوری دیکشیت) که یک طوایف از محله ممنوعه هیرا مندی است بیاموزد. پس از مخالفت‌های خانواده چودری، روپ موفق می‌شود به محله هیرا مندی رفته و بهار بیگم را ملاقات کند که در راه برگشت با فردی به نام ظفر (وارون داوان)، مرد بدنام شهر ملاقات می‌کند؛ اما روپ نمی‌داند که او...

## بازیگران و نقش
- مادهوری دیکشیت در نقش بهار بگوم
- سوناکشی سینها در نقش ساتیا چودری
- آلیا بات به عنوان روپ چودری
- وارون دهاوان به عنوان ظفر چودری
- آدیتیا روی کاپور به عنوان دیو چودری
- سانجی دات به عنوان بلرج چودری
- کونال خمو به عنوان عبدالخالق
- پاویل گلاتی به عنوان آدیتا
- آچینت کائور به عنوان ساروج
- پاوان چوپرا به عنوان دارپامپ
- هیتن تموانی به عنوان احمد
- کریتی سانون حضور افتخاری
- کیارا ادوانی در نقش لاجو